# Victor Michaut
Pour les articles homonymes, voir Michaut.
Victor Michaut est un homme politique français, né le 28 octobre 1909 à Paris 5e et mort le 16 avril 1974 à Clamart (Hauts-de-Seine). Membre du Parti communiste français, résistant, survivant de la déportation, il est député de la Seine-Inférieure de 1945 à 1951.

## Biographie
Victor Michaut est né dans une famille modeste. Son père est tailleur de pierre et, lecteur de L'Humanité, il adhère au Parti socialiste en 1919 puis au Parti communiste dès sa création en 1920. Sa mère, couturière, y adhère également après la journée de lutte contre la guerre le 1er août 1929. 
Victor Michaut obtient son certificat d'études, suit trois ans de cours complementaire, puis commence à travailler à 14 ans. Il exerce plusieurs métiers et adhère à la CGTU. Il milite au sein des Jeunesses communistes (JC) à partir de juillet 1925. En 1932, il est élu membre du comité central du Parti communiste. Cette année-là il est réformé pour tuberculose pulmonaire.
À partir de 1933, Victor Michaut travaille comme rédacteur en chef, puis directeur d’Avant-Garde (journal des JC) et, de fin mai à juillet 1939, il devient rédacteur politique à L’Humanité. Puis il joue un rôle important dans la direction clandestine du parti après son interdiction et de L’Humanité clandestine. Il est chargé, avec Danielle Casanova, de développer la propagande politique au sein de l'armée. Après l'armistice de 1940, il est responsable du parti en zone non occupée.  À partir d’avril 1941, il participe à la création en zone sud du « Front national pour l’indépendance de la France » et organise le recrutement des premiers groupes de l’Organisation spéciale.  
Arrêté le 28 juin 1941, il est condamné aux travaux forcés à perpétuité le 23 septembre. Il est interné dans plusieurs prisons, puis envoyé en octobre 1943 à la centrale d'Eysses, où  il est responsable avec Pierre Doize et Henri Turrel du triangle communiste dirigeant. Il prend part à l'insurrection du 19 février 1944 à laquelle participent 1 200 résistants et qui échoue. Il fait partie du groupe qui est déporté à Dachau par mesure de représailles, dans le convoi du 2 juillet 1944 connu sous le nom de « train de la mort ». Il est rapatrié en mai 1945.
Dès son retour en France, il crée, avec Stéphane Fuchs, l'Amicale des anciens détenus patriotes de la centrale d’Eysses, dont il assure la vice-présidence, puis la présidence à partir de 1955. Il reprend également des activités politiques. Il est nommé membre de l'Assemblée consultative provisoire en juillet 1945 en tant que représentant des prisonniers et déportés, puis il est élu député de la Seine-Inférieure à l'Assemblée constituante de 1945 et à celle de 1946. Il siège ensuite à la Chambre des députés de 1946 à 1951.
Membre du Parti communiste français, il fait partie du Comité central (1932-1964) et du Bureau politique (1947-1954). Il est directeur des Cahiers du communisme et sera rédacteur en chef des Cahiers d'histoire de l'Institut Maurice Thorez jusqu'à sa mort en 1974.
Il a été marié à Claudine Chomat (de 1937 à 1947).